# Jacob Krop
Jacob Krop, född 4 juni 2001, är en kenyansk friidrottare som tävlar i långdistanslöpning.

## Karriär
I juli 2022 vid VM i Eugene tog Krop silver på 5 000 meter. Vid VM i Budapest tog han brons på samma distans.